# Munxar
Munxar (officiële naam Il-Munxar) is een gemeente in het zuiden van het Maltese eiland Gozo, met een inwoneraantal van 1019 (november 2005). Onderdeel van deze gemeente is de grote plaats Xlendi. 
Het ligt vlak bij de plaats Sannat.
De naam Munxar betekent “houtzaag” in het Maltees. De tanden van deze zaag zijn te zien in het wapen en in de vlag van de gemeente.
De beschermheilige van Munxar is de  apostel Paulus.